# Sosippus texanus
Sosippus texanus är en spindelart som beskrevs av Brady 1962. Sosippus texanus ingår i släktet Sosippus och familjen vargspindlar. Inga underarter finns listade i Catalogue of Life.